# Aspergillus ochraceus
Aspergillus ochraceus Wilhelm, 1877 è un fungo appartenente alla famiglia delle Trichocomaceae noto per la produzione delle micotossine ocratossina A (OTA) e citrinina, composti che rappresentano comuni contaminanti alimentari. 

## Descrizione
A. ochraceus è un fungo filamentoso con caratteristici conidiofori biseriati. Isolato originariamente nel suolo, il suo sviluppo evolutivo gli ha consentito in seguito di adattarsi a una varietà di nicchie biologiche inclusi i vegetali, gli animali e specie marine. In termini di preferenza climatica, il fungo predilige principalmente le aree geografiche temperate e tropicali. Le coltivazioni maggiormente affette sono il mais, le arachidi, il cotone, il riso, le noci, i cereali, e la frutta.
La temperatura ottimale per la crescita di A. ochraceus è di 25 °C. A occhio nudo i conidiofori appaiono come una massa polverulenta di colore giallo opaco o giallo-bruno chiaro. Il diametro dei conidi è di 2,5-3 µm.
Negli esseri umani e negli animali il consumo di questo fungo produce effetti neurotossici cronici, immunosoppressione, effetti genotossici, cancerogeni e teratogeni. Le spore trasportate dall'aria possono causare negli esseri umani l'asma nei bambini, malattie polmonari e sinusiti paranasali. Tra gli animali, i maiali e i polli degli allevamenti sono le popolazioni maggiormente soggette al fungo e alle sue micotossine.
Alcuni fungicidi come il mancozeb, l'ossicloruro di rame, e lo zolfo possiedono effetti inibitori sulla crescita di questo fungo e sulla sua capacità di produrre micotossine.